# Buccinum micropoma
Buccinum micropoma là một loài ốc biển, là động vật thân mềm chân bụng sống ở biển trong họ Buccinidae.